# Jean-Pierre Sentier
Jean-Pierre Sentier, né le 7 avril 1940 à Beaugency (Loiret) et mort le 5 janvier 1995 à Boulogne-Billancourt, est un comédien et réalisateur français.

## Biographie
Jean-Pierre Sentier est le fils d’un entrepreneur de travaux publics. Encore jeune, il se passionne pour les disciplines artistiques, en particulier la peinture. Aussi, il monte à Paris, plein d’espoir, dans le but de tenter sa chance et de vivre de son art. Pourtant, il ne tarde pas à délaisser les pinceaux au profit du théâtre et du music-hall. Ce talentueux touche-à-tout devient homme de théâtre, acteur, mais aussi auteur dramatique, avec des one-man-show, comme L'amante phalloïde ou Faut-il déterrer les morts ?.
Durant les années 1960, il fait ses débuts cinématographiques dans des petits rôles. L’acteur se fait aussi remarquer dans les feuilletons télévisés Les Compagnons de Baal et L'Homme du Picardie, ainsi que dans nombre de téléfilms. Puis, il devient une silhouette familière du grand écran. Il n’abandonne pas les planches pour autant, il fonde le Théâtre des Ouvrages Contemporains et interprète Jules César de Shakespeare, Les Brigands de Schiller, Le Maître et Marguerite de Mikhaïl Boulgakov ou Outrage au public de Peter Handke.
Dès les années 1980, Jean-Pierre Sentier s’illustre au cinéma dans une grande variété de rôles. Sa haute et longue silhouette, son regard clair, son visage lunaire et son physique de clown triste le conduisent vers une galerie de personnages insolites, équivoques, étranges bien qu’attachants. Sa présence fantomatique et mystérieuse hante le cinéma français d’alors et semble plutôt confiner l’acteur dans des rôles inquiétants, comme celui de Cobra, tueur au couteau qui menace Bernard Giraudeau dans Rue barbare (1983). Entre-temps, Jean-Pierre Sentier s’est essayé avec réussite à la réalisation : après un moyen-métrage, L'arrêt au milieu (1977), il signe Le Jardinier (1980), film récompensé par le Prix Jean-Vigo en 1981, puis Un bruit qui court (1983, avec Daniel Laloux), ou Le Coup suprême (1990), prix de la critique au Festival de Chamrousse 1992. Par la suite, il confirme son statut d’acteur marginal en jouant dans des films peu distribués et plutôt confidentiels, parmi lesquels : L'Affût de Yannick Bellon (1992), Krapatchouk d'Enrique Gabriel (1993), Woyzeck de Guy Marignane (1993) ou Le Livre de cristal de Patricia Plattner (1994). On le voit aussi beaucoup à la télévision. Après avoir réalisé son dernier film en 1991, Le coup suprême, il obtient un Molière du meilleur second rôle pour L'Église de Céline, en 1993. Le 5 janvier 1995, Jean-Pierre Sentier meurt emporté par un cancer.
Un temps marié avec Marie Henriau, ils n'ont pas eu d'enfant ensemble.

## Filmographie

### Comme acteur

#### Années 1960
- 1966 : Le Chevalier des Touches (TV) : Campion
- 1968 : Les Compagnons de Baal (feuilleton télévisé)
- 1968 : L'Homme du Picardie (série télévisée) : éclusier
- 1968 : Caroline chérie de Denys de La Patellière
- 1968 : Drôle de jeu de Pierre Kast : premier clandestin
- 1968 : Le Socrate de Robert Lapoujade : Adam
- 1968 : Le Tatoué de Denys de La Patellière : Le garçon (rôle coupé au montage)
- 1969 : Bye bye, Barbara de Michel Deville : Bruno
- 1969 : Thibaud ou les Croisades (série télévisée) : le Baron de Séverac (épisode Le trésor de la mer morte)
- 1969 : Judith (téléfilm)
- 1969 : Sainte Jeanne (téléfilm de Claude Loursais)

#### Années 1970
- 1970 : La Bande des Ayacks (série télévisée) : policier
- 1970 : Le Sauveur de Michel Mardore : mari de Nanette
- 1970 : Le saut périlleux de William Guery - court métrage
- 1971 : On est toujours trop bon avec les femmes de Michel Boisrond
- 1972 : Les Misérables (feuilleton télévisé) : Prouvaire
- 1972 - 1987 : Les Cinq Dernières Minutes (série télévisée : 3 épisodes)
  - Meurtre par la bande (1.53) (1972) de Claude Loursais : le libraire
  - Régis (2.12) (1978) de Guy Lessertisseur : Abel
  - Mort d'homme (2.48) (1987) de Joannick Desclercs : Simon Lemercier
- 1973 : L'An 01 de Jacques Doillon, Alain Resnais, Jean Rouch - Participation
- 1973 : L'Éloignement de Jean-Pierre Desagnat (série télévisée) : Gilbert Metayer
- 1973 : Byron libérateur de la Grèce ou Le jardin des héros (TV) : Trelawny
- 1973 : Maître Zacharius de Pierre Bureau (TV) : étranger
- 1974 : Au pays d'Eudoxie ou Le satyre de la Villette (TV) : Vechsé de Saintonge
- 1974 : Beau-François (TV) : pingre #12
- 1974 : Le Pain noir (feuilleton télévisé)
- 1974 - 1977 : Les Brigades du Tigre de Victor Vicas (2 épisodes : 1974 : Perrotey; 1977 : Blaise) TV
- 1975 : Le Cardinal de Retz (TV) : Laporte
- 1975 : Le Père Amable de Claude Santelli : Césaire
- 1976 : Les Vécés étaient fermés de l'intérieur de Patrice Leconte : médecin
- 1976 : Le Juge et l'Assassin de Bertrand Tavernier : journaliste #1
- 1976 : Je suis Pierre Rivière de Christine Lipinska : journaliste
- 1976 : Nuit d'or de Serge Moati : homme du parking
- 1976 : Celui qui ne te ressemble pas (TV) : Simon, le curé
- 1977 : Le Chien de Monsieur Michel de Jean-Jacques Beineix : boucher - court métrage -
- 1977 : La Question de Laurent Heynemann : lieutenant Charbonneau
- 1977 : Rossel et la commune de Paris (TV) : Gérardin
- 1977 : Un comique né (TV) : metteur en scène
- 1978 : La Jument vapeur de Joyce Bunuel
- 1978 : La Traversée de l'Atlantique à la rame - court métrage d'animation de Jean-François Laguionie (voix)
- 1978 : L'Argent des autres de Christian de Chalonge : journaliste
- 1978 : Les Grands Procès témoins de leur temps: Une semaine sainte (TV) : Jacob Morf
- 1978 : Aurélien (TV) : Jacques Decoeur
- 1978 : Messieurs les jurés "L'Affaire Montigny" d'André Michel (TV) : Albert Montigny, l'accusé
- 1979 : Un juge, un flic (série télévisée) : Gamones (1 épisode Mort en stock)
- 1979 : Jean le Bleu (TV) : homme en noir/berger
- 1979 : Une femme dans la ville (TV) : homme de la Saint-Sylvestre
- 1979 : Le Maître-nageur de Jean-Louis Trintignant : Le garçon de café
- 1979 : L'arrêt du milieu Réalisateur de ce moyen métrage avec en plus : production, scénario et décors -
- 1979 : Quand il faut y aller... de Laurent Leymonie - seul interprète de ce court métrage -
- 1979 : Le Mors aux dents de Laurent Heynemann : Paul Ramoz
- 1979 : West Indies ou les nègres marrons de la liberté de Med Hondo : responsable politique
- 1979 : Rue du Pied de Grue de Jean-Jacques Grand-Jouan

#### Années 1980
- 1980 : Le Règlement intérieur de Michel Vuillermet
- 1980 : À vingt minutes par le R.E.R. de Richard Malbequi : le meurtrier - court métrage -
- 1980 : Tout dépend des filles... de Pierre Fabre : Mathieu
- 1980 : Extérieur, nuit de Jacques Bral : Charles
- 1980 : Deux lions au soleil de Claude Faraldo : René
- 1980 : Le Jardinier Réalisateur, Scénariste, dialoguiste et décorateur
- 1980 : Mont-Oriol d'après Guy de Maupassant de Serge Moati : Paul Bretigny
- 1980 : La Traque de Philippe Lefebvre (TV) : Rognoni
- 1981 : Instinct de femme de Claude Othnin-Girard
- 1981 : Le Roman du samedi: L'agent secret (TV) : Ossipon
- 1981 : La Vie des autres : (épisode "L'ascension de Catherine Sarrazin"), série télévisée de Jean-Pierre Prévost : Christian Mezières
- 1981 : Guerre en pays neutre (feuilleton télévisé) : Vladimir
- 1981 : Un assassin qui passe de Michel Vianey : Laurent
- 1981 : La Revanche de Pierre Lary : Jo Storti
- 1982 : Nestor Burma, détective de choc de Jean-Luc Miesch : homme au couteau dans le dos
- 1982 : Paris-Saint-Lazare (feuilleton télévisé) Philippe 2
- 1982 : Sans un mot (TV) : Jacques Desroches
- 1982 : Mozart de Marcel Bluwal - Feuilleton en 6 épisodes de 85 min - de Marcel Bluwal : Michaël Haydn
- 1983 : Capitaine X (feuilleton télévisé) : Baron von Rauschnitz
- 1983 : Debout les crabes, la mer monte ! de Jean-Jacques Grand-Jouan : Mimi
- 1983 : Les Îles de Iradj Azimi : le passeur
- 1983 : Un bruit qui court de Jean-Pierre Sentier, coréalisateur : Daniel Laloux + coscénariste
- 1984 : Rue barbare de Gilles Béhat : Yougo, associé d'Hagen
- 1984 : Le Juge de Philippe Lefebvre : Perrota
- 1984 : Série noire (série télévisée) : Rémond (1er épisode : L'ennemi public no 2)
- 1984 : L'Appartement (série télévisée) : Bob Celmax
- 1984 : Machinations (série télévisée) : Jeff Castens
- 1985 : Derborence  de Francis Reusser : Plan
- 1985 : Fugue en femme majeure de Patrick Villechaize : Alain
- 1985 : Le Génie du faux (TV) : Jérôme de Bazel
- 1986 : Les Folles Années du twist  de Mahmoud Zemmouri : le bouliste
- 1986 : Exit-exil  de Luc Monheim : Lyautey
- 1986 : La Femme secrète de Sébastien Grall : Bourgogne
- 1986 : Rue du Départ de Tony Gatlif : Boris
- 1986 : Tous en boîte (feuilleton TV) : Auguste Marin
- 1987 : Poussière d'ange  de Edouard Niermans : Georges Landry
- 1987 : Les Cinq Dernières Minutes : Mort d'Homme de Joannick Desclers TV
- 1987 : La Maison piège (TV) : Étienne
- 1988 : La Maison assassinée de Georges Lautner : Célestat Dormeur
- 1988 : Drôle d'endroit pour une rencontre de François Dupeyron et Dominique Faysse : Pierrot
- 1988 : Mon ami le traître de José Giovanni : La Glisse
- 1988 : Camille Claudel de Bruno Nuytten : Limet
- 1989 : La Soule de Michel Sibra : le curé
- 1989 : Pleure pas my love de Tony Gatlif : Baronski
- 1989 : Les Jupons de la Révolution (série télévisée) : Grandjean (1 épisode La baïonnette de Mirabeau)
- 1989 : Les Nuits révolutionnaires (feuilleton TV) : Laclos
- 1989 : Riot Gun (TV) : Lubin

#### Années 1990
- 1990 : La Fille des collines de Robin Davis : Augustin
- 1990 : Faux et usage de faux de Laurent Heynemann : Pierre Leclerc
- 1990 : La Fille du magicien  de Claudine Bories : Othello
- 1990 : Mademoiselle Ardel (TV) : Bréguet
- 1990 : S.O.S. disparus (minisérie télévisée) : Robin
- 1990 : Deux flics à Belleville (TV) : Félix
- 1990 : Le Coup suprême Réalisateur, producteur scénariste et décorateur
- 1991 : Marie Curie, une femme honorable (minisérie TV) : Petit
- 1992 : Krapatchouk de Enrique Gabriel : Marceau
- 1992 : L'Affût de Yannick Bellon : Etienne, le maire
- 1992 : Les Amusements de la vie privée (I Divertimenti della vita privata)  de Cristina Comencini : Jobert
- 1993 : Faits et dits de Nasreddin (minisérie TV) : Nasreddin
- 1993 : Une femme sans histoire (TV) : Le docteur Marzac
- 1993 : Chiens écrasés (TV)
- 1993 : Woyzeck de Guy Marignane
- 1993 : L'Ombre du doute de Aline Issermann : avocat de Jean
- 1994 : George Sand, une femme libre (TV) : Delatouche
- 1994 : Le Livre de cristal  de Patricia Plattner: Père Baud

Comme réalisateur
- 1981 : Le Jardinier
- 1983 : Un bruit qui court
- 1990 : Le Coup suprême

## Théâtre
- 1969 : La Tempête de William Shakespeare, mise en scène Michel Berto, Festival d'Avignon
- 1970 : Le Roi nu d’Evguéni Schwartz, mise en scène Christian Dente, Festival d'Avignon
- 1971 : Les Brigands de Friedrich von Schiller, mise en scène Anne Delbée, Halles de Paris
- 1972 : La Cigogne d’Armand Gatti, mise en scène Pierre Debauche, Maison de la Culture Nanterre
- 1972 : Outrage au public de Peter Handke, mise en scène Christian Dente, Petit Odéon
- 1972 : La Bouche de Serge Ganzl, mise en scène Gabriel Garran, Festival d'Avignon
- 1972 : Le Fils de Miss Univers de Jean-Pierre Sentier, mise en scène Guénolé Azerthiope, Théâtre Ouvert, Festival d'Avignon
- 1972 : Le Commerce de pain de Bertolt Brecht, mise en scène Manfred Karge et Matthias Langhoff, Théâtre de la Commune
- 1974 : Le Coït interrompu de Daniel Laloux et Jean-Pierre Sentier, Théâtre de la Tempête
- 1976 : Le Défi de Jean-Claude Perrin, mise en scène de l'auteur et Maurice Bénichou, Festival d'Avignon
- 1977 : Les Brigands de Friedrich von Schiller, mise en scène Anne Delbée, Théâtre de la Ville
- 1981 : Bent de Martin Sherman, mise en scène Peter Chatel, Théâtre de Paris
- 1987 : Titus Andronicus de William Shakespeare, mise en scène Michel Dubois, Comédie de Caen, Théâtre national de Chaillot
- 1992 : L'Église de Louis-Ferdinand Céline Molière du comédien dans un second rôle 1993
- 1993 : Les Marchands de gloire de Marcel Pagnol et Paul Nivoix, mise en scène Jean-Louis Martinelli, MC93 Bobigny, tournée
- 1994 : Les Marchands de gloire de Marcel Pagnol, mise en scène Jean-Louis Martinelli,  Théâtre de Nice